# JRD
JRD is een historisch Belgisch merk van crossmotoren.
JRD stond voor: Joël Robert Dalesman. De volledige bedrijfsnaam was: Joël Robert Motorsport, Châtelet.
Joël Robert was in 1964 en in 1968 wereldkampioen 250cc-motorcross (en zou dat ook tot en met 1972 blijven). Hij liet - op zijn eigen aanwijzingen - in 1969 een aantal 125cc-crossmotoren bouwen bij het Engelse merk Dalesman. Deze hadden (zoals veel machines van Dalesman) Puch-tweetaktmotoren.
De eerste wedstrijd, de Paastrofee in 1969 werd meteen gewonnen door een dergelijke machine, bestuurd door Harry Everts, de vader van Stefan. Desondanks bleven grotere successen voorbehouden aan de "grote" merken.